# روبرت هيل (لاعب كريكت)
روبرت هيل (1 فبراير 1954 في نيوزيلندا - ) (بالإنجليزية: Robert Hill)‏ هو لاعب كريكت نيوزلندي.

## وصلات خارجية
- روبرت هيل على موقع إي آس بي آن كريك إنفو (الإنجليزية)